# لیتل فلز، مین
لیتل فلز(به انگلیسی: Little Falls) شهری در ایالت مین کشور ایالات متحده آمریکا است که جمعیت آن در سرشماری سال ۲۰۱۰ میلادی، ۷۰۸ نفر بوده‌است.